# Bråtorpsjön
Bråtorpsjön är en sjö i Strängnäs kommun i Södermanland och ingår i Norrströms huvudavrinningsområde. Sjön har en area på 0,19 kvadratkilometer och ligger 22,3 meter över havet.

## Delavrinningsområde
Bråtorpsjön ingår i det delavrinningsområde (657782-156964) som SMHI kallar för Mynnar i Mälaren. Medelhöjden är 31 meter över havet och ytan är 17,81 kvadratkilometer. Det finns inga avrinningsområden uppströms utan avrinningsområdet är högsta punkten. Vattendraget som avvattnar avrinningsområdet har biflödesordning 2, vilket innebär att vattnet flödar genom totalt 2 vattendrag innan det når havet efter 85 kilometer. Avrinningsområdet består mestadels av skog (67 procent), öppen mark (12 procent) och jordbruk (15 procent). Avrinningsområdet har 0,19 kvadratkilometer vattenytor vilket ger det en sjöprocent på 1,1 procent.